# Sedze-Maubecq
Sedze-Maubecq ist eine französische Gemeinde mit 228 Einwohnern (Stand 1. Januar 2022) im Département Pyrénées-Atlantiques in der Region Nouvelle-Aquitaine (vor 2016: Aquitanien). Die Gemeinde gehört zum Arrondissement Pau und zum Kanton Pays de Morlaàs et du Montanérès (bis 2015: Kanton Montaner).
Der Name in der gascognischen Sprache lautet Sètza-Maubec. Der erste Namensteil leitet sich aus dem gascognischen Wort sède ab, ein Ort zum Ausruhen. Der Ursprung des zweiten Teils des Namens der Gemeinde setzt sich aus den gascognischen Wörtern mau oder mal (deutsch schlecht) und bec (deutsch Gipfel)zusammen und verweist auf die geografische Lage auf einer Anhöhe mit einem steilen Anstieg.
Die Bewohner werden Sedzois und Sedzoises genannt.

## Geographie
Sedze-Maubecq liegt ca. 25 km östlich von Pau in der Region Vic-Bilh der historischen Provinz Béarn am östlichen Rand des Départements und grenzt im Osten an eine Enklave des benachbarten Départements Hautes-Pyrénées.
Umgeben wird Sedze-Maubecq von den Nachbargemeinden:
|           | Baleix                                      | Momy                                            |
| Lespourcy | Kompassrose, die auf Nachbargemeinden zeigt | Villenave-près-Béarn (Hautes-Pyrénées) Bédeille |
|           | Lombia                                      |                                                 |

Sedze-Maubecq liegt im Einzugsgebiet des Flusses Adour.
Einer seiner Nebenflüsse, der Lées, hier auch Grand Lées genannt, durchströmt das Gebiet der Gemeinde zusammen mit seinen Nebenflüssen,
- dem Ruisseau de Liasse und
- dem Petit Lées und dessen Zufluss,
  - der Manhoueille.[3]

## Geschichte
Sedze und Maubecq haben sich am 13. Februar 1845 zur Gemeinde Sedze-Maubecq zusammengeschlossen.
Im Jahre 1960 wurden bei Ausgrabungen in Maubecq behauene Feuersteine auf dem Areal eines ehemaligen Lagers gefunden, die aus der Urgeschichte datieren und zeigen, dass der Ort bereits in früher Zeit bewohnt war. An der gleichen Stelle bezeugen Reste einer Motte aus dem 11. Jahrhundert, dass die ursprüngliche Anlage im Mittelalter eine Wiederverwendung fand. Archäologische Untersuchungen in Sedze brachten Sarkophage und römische Münzen zutage. Eine Römerstraße, La Caussade genannt, die das heutige Aire-sur-l’Adour mit dem heutigen Lourdes verband, verlief ganz nahe an den beiden Dörfern vorbei.
Im 11. Jahrhundert besaß Centulle V., Vicomte vom Béarn, das Lehen von Sedze, das er zur Hälfte den Mönchen der Abtei von Saint-Pé-de-Bigorre schenkte. Im 12. Jahrhundert gehörte Sedze eine der drei vizegräflichen Burgen des Vic-Bilh, die Vicomtesse Marie im Jahre 1170 als Pfand an Alfons II. von Aragón übergab. Ein Laienkloster wurde ebenfalls in dieser Zeit erwähnt. 1385 gehörte das Lehen Guilhem Arnaud. In der Volkszählung des Béarn im gleichen Jahr wurden in Sedze siebzehn, in  Maubecq nur sechs Haushalte gezählt. Beide Dörfer gehörten zur Bailliage von Montaner. Die Grundherrschaft von Maubecq wurde 1173 erstmals in einem Text als Lehen erwähnt, das den Grundherren von Béarn-Gerderest gehörte.
Toponyme und Erwähnungen von Sedze waren:
- Villa quœ dicitur Cedza (11. Jahrhundert, Kopialbuch der Abtei von Saint-Pé-de-Bigorre),
- Setze (1290, Urkunden der Vicomté von Béarn, E. 427),
- Sexse (13. Jahrhundert, fors de Béarn, Manuskript aus dem 14. Jahrhundert, S. 36),
- Sedse (1402, Volkszählung im Béarn),
- Setsa (1429, Volkszählung im  Bigorre, Blatt 267),
- Sedza (1546, réformation de Béarn, Manuskriptsammlung des 16. bis 18. Jahrhunderts, B. 758),
- Sedze (1750, Karte von Cassini),
- Sedre (1793, Notice Communale) und
- Sedze (1801, Bulletin des Lois).[4][6][7]

Toponyme und Erwähnungen von Maubecq waren:
- Malbeg (1170, Urkunden aus Barcelona),
- Malbec (12. Jahrhundert, Kopialbuch des Bistums Lescar),
- Maubecq (1546, 1750 und 1793, réformation de Béarn, Karte von Cassini bzw. Notice Communale),
- Maubec (1801 und 1863, Bulletin des Lois bzw. Dictionnaire topographique du département des Basses-Pyrénées).[4][6][8]

### Einwohnerentwicklung
Die Gemeinde erreichte einen Höchststand ihrer Größe mit rund 600 Einwohnern in der Mitte des 19. Jahrhunderts. In der Folge reduzierte sich die Einwohnerzahl bei kurzen Erholungsphasen bis zu den 1960er Jahren auf ein Niveau von rund 200 Einwohnern, das für eine gewisse Zeit gehalten wurde, bevor sich in jüngster Zeit möglicherweise der Beginn eines Wachstumstrends ankündigte.
| Jahr      | 1962 | 1968 | 1975 | 1982 | 1990 | 1999 | 2006 | 2009 | 2022 |
| --------- | ---- | ---- | ---- | ---- | ---- | ---- | ---- | ---- | ---- |
| Einwohner | 235  | 201  | 192  | 200  | 199  | 191  | 190  | 195  | 228  |

## Sehenswürdigkeiten

### Pfarrkirche in Sedze
Sie ist dem heiligen Julianus, dem ersten Bischof von Lescar, gewidmet. Die romanische Kirche ist am Ende des 11. oder zu Beginn des 12. Jahrhunderts in einer Zeit errichtet worden, als die Siedlung durch eine Motte geschützt wurde. Der Langbau wird im Osten durch eine flache Apsis abgeschlossen, auf der sich der Glockenturm erhebt, eine Anordnung, die eher selten im Béarn anzutreffen ist.
Der Haupteingang liegt auf der Westseite der Kirche, aber auf der südöstlichen Seite ist ein weiterer Eingang zu erkennen. Dieser war für die Cagots bestimmt, eine Personengruppe, die vom 13. bis weit ins 19. Jahrhundert hinein in Spanien und Frankreich aus heute noch unbekannten Gründen diskriminiert und weitgehend vom gesellschaftlichen Leben ausgeschlossen war. Das Tympanon des Haupteingangs datiert aus der Mitte des 12. Jahrhunderts. Auf ihm ist ein Christusmonogramm zu sehen. Wegen seines Formats und seiner Verzierungen ist das Tympanon bereits seit dem 10. Oktober 1906 als Monument historique klassifiziert. Die quadratische Form des Christusmonogramms ist in einem trapezförmigen Marmorblock eingefasst. Es zeigt in traditioneller Weise die Buchstaben Rho („P“) und Chi („X“). Ein „S“ für „Salvator“ (deutsch Erlöser) schlingt sich um den verlängerten Fuß des Rho. Alpha und Omega hängen an Schleifen an den oberen Armen des Chi. Links vom Christusmonogramm ist auf dem trapezförmigen Block eine Person als Flachrelief erkennbar, die mit einer Kasel bekleidet ist und die mit ihrer rechten Hand eine kleine quadratische Glocke hochhält. Die rechte Seite ist vom Christusmonogramm durch eine Perlenkette getrennt, ein Symbol der Aufteilung in eine weltliche und eine himmlische Welt. Maria mit Jesuskind wird in letzterer dargestellt. Neben ihr symbolisiert ein Gebäude die Kirche. Der den Cagots vorbehaltene Zugang zur Kirche ist nicht der einzige Anhaltspunkt für eine Ausgrenzung auch in Sedze. Ein Weihwasserbecken aus Stein war für Cagots vorbehalten, damit die restlichen Gläubigen nicht durch das Weihwasser kontaminiert werden sollten.
Umfangreiche Änderungen wurden an der Kirche im 18. und im 19. Jahrhundert vorgenommen. Der Schlussstein am Bogen des Haupteingangs trägt die Jahreszahl „1746“. Dennoch haben viele Elemente der romanischen Kunst des Béarn die Jahrhunderte überdauert. Beispielsweise zeigen zahlreiche Kapitelle im Norden des einschiffigen Langhauses und im Chor Einflüsse aus Spanien und dem Languedoc. Das Taufbecken datiert aus dem 12. Jahrhundert und wurde zeitgleich mit dem Tympanon des Eingangs in die Liste der Monuments historiques aufgenommen. Das Becken mit einem Durchmesser von 1,25 m ist außen mit Arkaden verziert, deren Säulen abwechselnd glatt und gedreht gearbeitet sind. Die Kapitelle und die Rundbögen sind unikal gestaltet. Ein Fries aus Pflanzenrankwerk und Rosetten verschönert den Raum oberhalb der Arkaden bis zum Beckenrand. Ein eisernes Gitter, ein Werk von Jean Peyré-Burgarie aus dem Jahr 1880, bedeckt das Becken als Ersatz für einen früheren hölzernen Deckel. Viele weitere Ausstattungsgegenstände der Kirche aus 19. Jahrhundert sind als nationale Kulturgüter registriert.

### Pfarrkirche in Maubecq
Die dem Apostel Petrus geweihte Kirche datiert aus der Mitte des 18. Jahrhunderts, wie die in dem Glockengiebel eingravierte Jahreszahl „1753“ bezeugt. Die frühere romanische Kirche aus dem 12. Jahrhundert wurde wahrscheinlich im Jahre 1569 zerstört, als in den Hugenottenkriegen protestantische Truppen unter Führung von Gabriel de Lorges, Graf von Montgomery, zahlreiche katholische Kirchen in Brand steckten. Als 1905 das Gesetz über Trennung von Kirche und Staat in Kraft trat, gelangte die Gemeinde in ihren Besitz. Sie begann zu verfallen, bis Pfarrer Aressy 1913 die Kirche kaufte und vor dem Verfall rettete. Die Größe des Gebäudes ist ausreichend, um die Pfarrgemeinde von Maubecq zu empfangen. Das einschiffige Langhaus der heutigen Kirche wird durch eine halbrunde Apsis verlängert. Der Altar mit seinem Retabel stammt aus dem 17. und 18. Jahrhundert und ist als nationales Kulturgut registriert. Die Kirche ist heute nicht öffentlich zugänglich.

### Schloss d’Augerot
Es liegt auf dem Gebiet der ehemaligen Gemeinde Sedze und ist das ehemalige Laienkloster, das im späten 18. Jahrhundert in ein Landgut umgewandelt wurde. 1538 gehörte das Laienkloster Anselme de Momas und ging in der Folge über eine Erbschaft an die Familie Marsan, dann an die Familie Poey über. Im 18. Jahrhundert kam das Anwesen über eine Heirat in die Hände der Familie d’Augerot, die die Ämter als Grundherren und Äbte des Laienklosters zusammenlegten und bis zur Französischen Revolution behielten. Es ist als nationales Kulturgut registriert und befindet sich heute im Privatbesitz.

### Reste der Burg von Maubecq
Die mittelalterliche Motte wurde auf Fundamenten einer bis in die Urgeschichte zurückreichenden Befestigung errichtet. Der künstliche Erdhügel maß 20 m in der Höhe und 20 m im Durchmesser und war von breiten Gräben umgeben. Drei kleine Hügel markieren noch heute die Stelle, an der im 11. Jahrhundert der Donjon errichtet wurde. Diese Motte, die nun von hohen Wällen umsäumt war, gilt als Keimzelle von Maubecq, denn auch die Kirche wurde innerhalb des Anlage gebaut.

## Wirtschaft und Infrastruktur
Die Landwirtschaft ist traditionell der wichtigste Wirtschaftsfaktor der Gemeinde.

### Bildung
Die Gemeinde verfügt über eine öffentliche Grundschule mit 24 Schülerinnen und Schülern im Schuljahr 2017/2018.

### Sport und Freizeit
- In der Gemeinde gibt es einen 1000 m langen Rundkurs für Motocross und einen Verein Moto-Club du Lees.[23]

- Ein einfacher Rundweg zu Fuß oder mit dem Fahrrad mit einer Länge von 5 km führt von der Pfarrkirche in Sedze durch das Gebiet der Gemeinde.[24]

### Verkehr
Sedze-Maubecq wird durchquert von den Routes départementales 286, 386 und 486.